# 象牙海岸經濟
象牙海岸經濟在1960年獨立後，與法國仍保持緊密的聯繫。多樣化農產品的出口和鼓勵外資進入的政策使象牙海岸成為熱帶非洲其中一個最繁榮的國家，但是，近年來象牙海岸正面對全球農產品價格下降，使該國的主要農產品可可和咖啡的出口面臨較大的競爭；加上當地嚴重的貪污情況，農民和出口商的生活變得困難。
象牙海岸同時也是非洲工商業法規一體化組織的成員國之一。

## 農業
科特迪瓦為一個以農立國的國家，國內物產豐富，曾是西非洲最富有的國家之一，糧產足供國內需要。主要農產品有可可、咖啡、稻米、小米、香蕉、鳳梨、花生、棉花、椰子、棕櫚油、橡膠、玉蜀黍、甘蔗、甜薯和樹薯等，其中可可年產量居世界第一。
科特迪瓦林產亦豐，境內森林面積差不多佔了全國三分之一的土地，森林面積達104358平方公里。

## 畜牧業
畜產有牛、羊、馬、驢和象等，以前曾經盛產象牙。在這裡的熱帶森林中，還產有一些犀牛、羚羊和野牛等野生動物。

## 漁業
象牙海岸漁業在迅速發展中，全國2005年魚獲量約55866公噸，有機器動力漁船在近海一帶作業，另有小漁船、舢板和木筏等，以阿必尚為主要的漁港，國內還設有冷凍廠和魚罐頭廠。淡水養魚事業也在萌芽中，國內還設有試驗性的淡水魚池。

## 工業

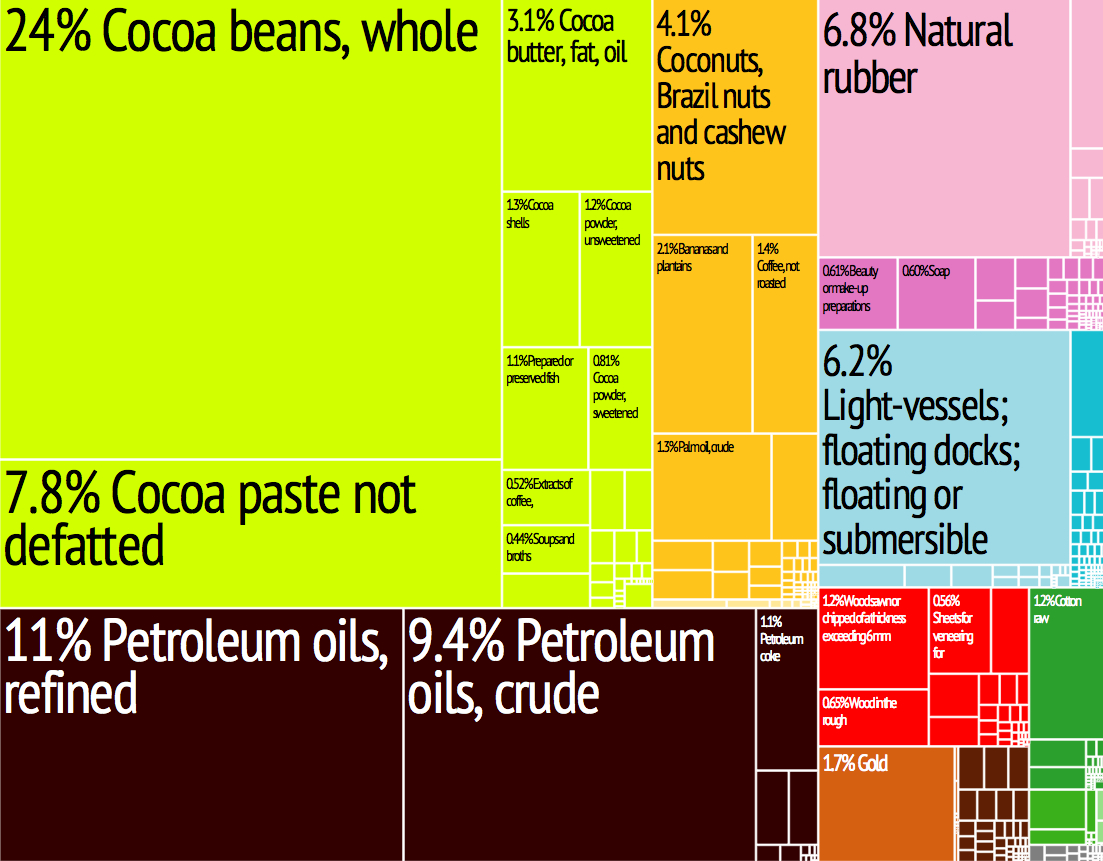
2011年出口種類比重

象牙海岸工業已在發展中，現在國內主要的工業有煉油（石油）、榨油（棕櫚油）、肥料、糖、橡膠、紡織、紙漿、造紙、鋸木、夾板、傢俱、電機、麵粉、菸酒、化學、食品加工、魚罐頭、水錶、火柴、鏡框、製冰、陶瓷、五金工具、金屬製品、汽車修護、發電、造船和文具等，國內工業發展倚賴電力資源，2008年全國總發電量約為52.75億度（千瓦-小時）。